# Rhombomantis woodmasoni
Rhombomantis woodmasoni (лат.) — вид богомолов рода Rhombomantis из семейства Mantidae (Hierodulini, Hierodulinae).
Встречаются в южной и Юго-Восточной Азии (Индия, Малайзия, Непал).

## Описание
Длина менее 10 см. Фронтальный склерит с шипом у верхнего края. Расширение пронотума ромбовидное. Передние ноги с 6 шипами; основания внутренних шипов бёдер попеременно беловатые и черноватые. Переднеспинка короткая, вытянутая до ромбовидной (никогда не округлая), сбоку с узким пластинчатым расширением. Последнее простирается от метазоны до основания переднеспинки.